# 牧大晃
牧 大晃（まき ひろあき、2003年11月2日 - ）は、日本の男子バレーボール選手。

## 来歴
香川県高松市出身。高松市立香東中学校1年生の時にバレーボールを始めたが、香東中には男子部が無かったため、女子部で練習していた。2018年に顧問の教諭が高松市立桜町中学校に転任したため、牧も指導を受けるため桜町中に転校した。香川県選抜チームで出場した全国都道府県対抗中学バレーボール大会でJVA・JOCカップを獲得。
香川県立高松工芸高等学校進学後、全日本バレーボール高等学校選手権大会に出場し、210cmの高身長で注目される。同大会では2年連続ベスト8の成績を収めた。
高校卒業後の進路については、大学を経た上で海外でのプレーを視野に入れていたが、パナソニックパンサーズからV.LEAGUEと大学リーグの両立前提の入団オファーがあったため、高校卒業前の2022年2月、パナソニックに入団してチームの練習に加わった。大学進学予定の高校生が入団するのはV1男子では史上初のことである。パナソニックの練習では所属選手の能力の高さを痛感し、特に、憧れのミハウ・クビアク（2021年までポーランド代表）のプレーを間近で見て刺激になったと言う。監督のロラン・ティリは、「すべてのプレーにおいて動きが早くなるように強化したい」と話し、クビアクも牧のチャレンジに賛同した。
同年4月、パナソニックに籍を置いたまま筑波大学に進学。大学リーグの期間は筑波大学で活動し、12月-4月はパナソニックに合流する。
また同月に日本代表の登録メンバーに選出された。代表監督のフィリップ・ブランは、「（210cmの身長は）天から与えられたものだが、彼自身も努力を重ねている」とコメントした。

## 所属チーム
- 香川県立高松工芸高等学校（2019-2022年）
- パナソニックパンサーズ （2022年）
- 筑波大学（2022年-）

## 球歴
- 日本代表 （2022年-）